# Tanahat
Pour l’article homonyme, voir Tanahat (monastère).
Tanahat (en arménien Թանահատ ) est une communauté rurale du marz de Syunik en Arménie. En 2011, elle compte 74 habitants.

## Géographie

### Situation
Tanahat est située à 19 km de Sisian et à 123 km de Kapan, la capitale régionale.

### Topographie
L'altitude moyenne de Tanahat est de 1 920 m.

### Territoire
La communauté couvre 1 751 hectares, dont :
- 1 725 ha de terrains agricoles ;
- 4 ha de terrains industriels ;
- 5 ha alloués aux infrastructures énergétiques, de transport, de communication, etc. ;
- 4 ha d'eau[3].

## Politique
Le maire (ou plus correctement le chef de la communauté) de Tanahat est depuis 2010 Arsen Ohanyan.
| Début | Fin      | Nom               | Parti                       |
| ----- | -------- | ----------------- | --------------------------- |
| 2005  | 2008     | Komunar Nersisyan |                             |
| 2008  | 2010     | Komunar Nersisyan |                             |
| 2010  | En cours | Arsen Ohanyan     | Parti républicain d'Arménie |

## Économie
L'économie de la communauté repose principalement sur l'agriculture.

## Gallery

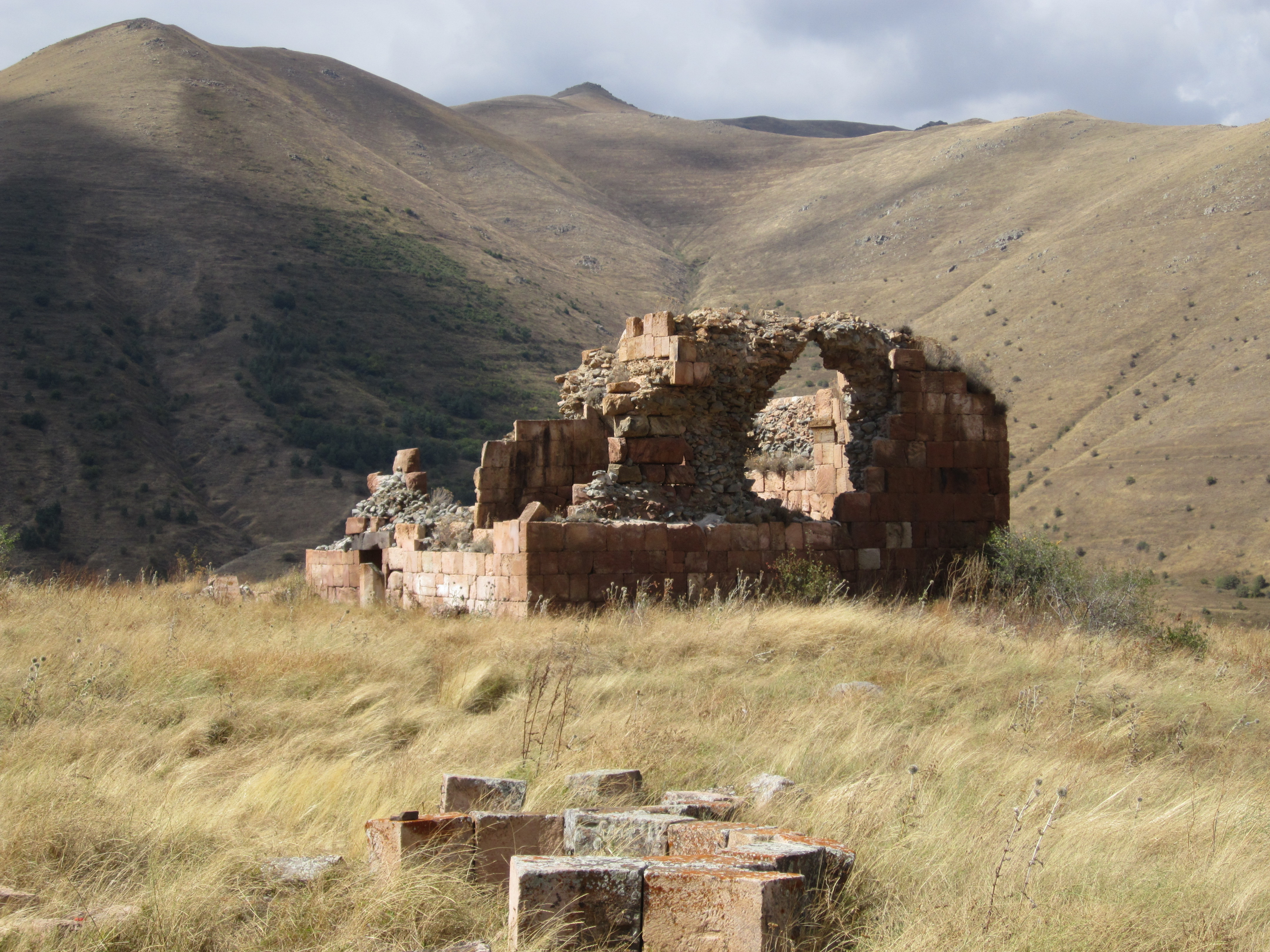
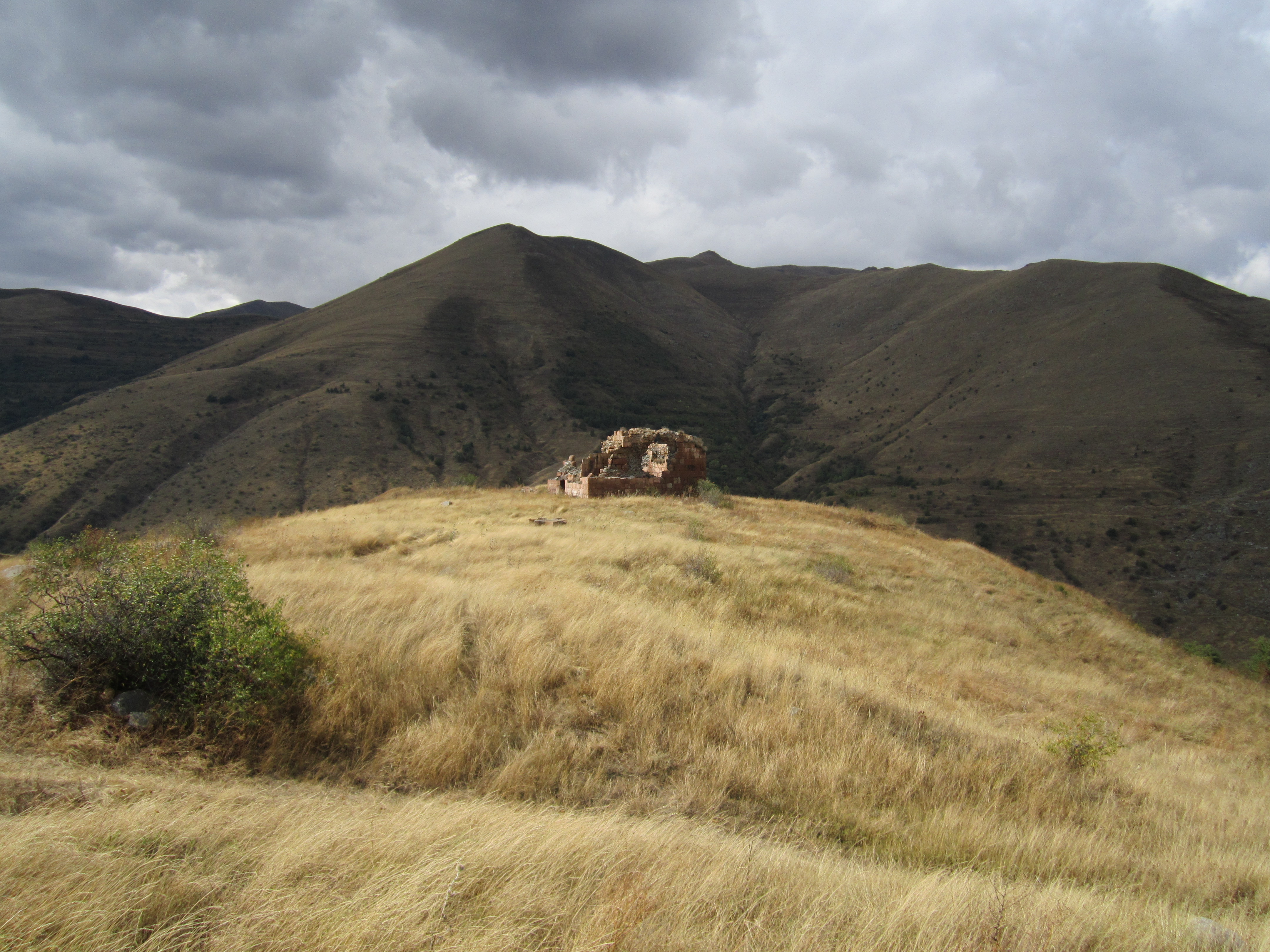
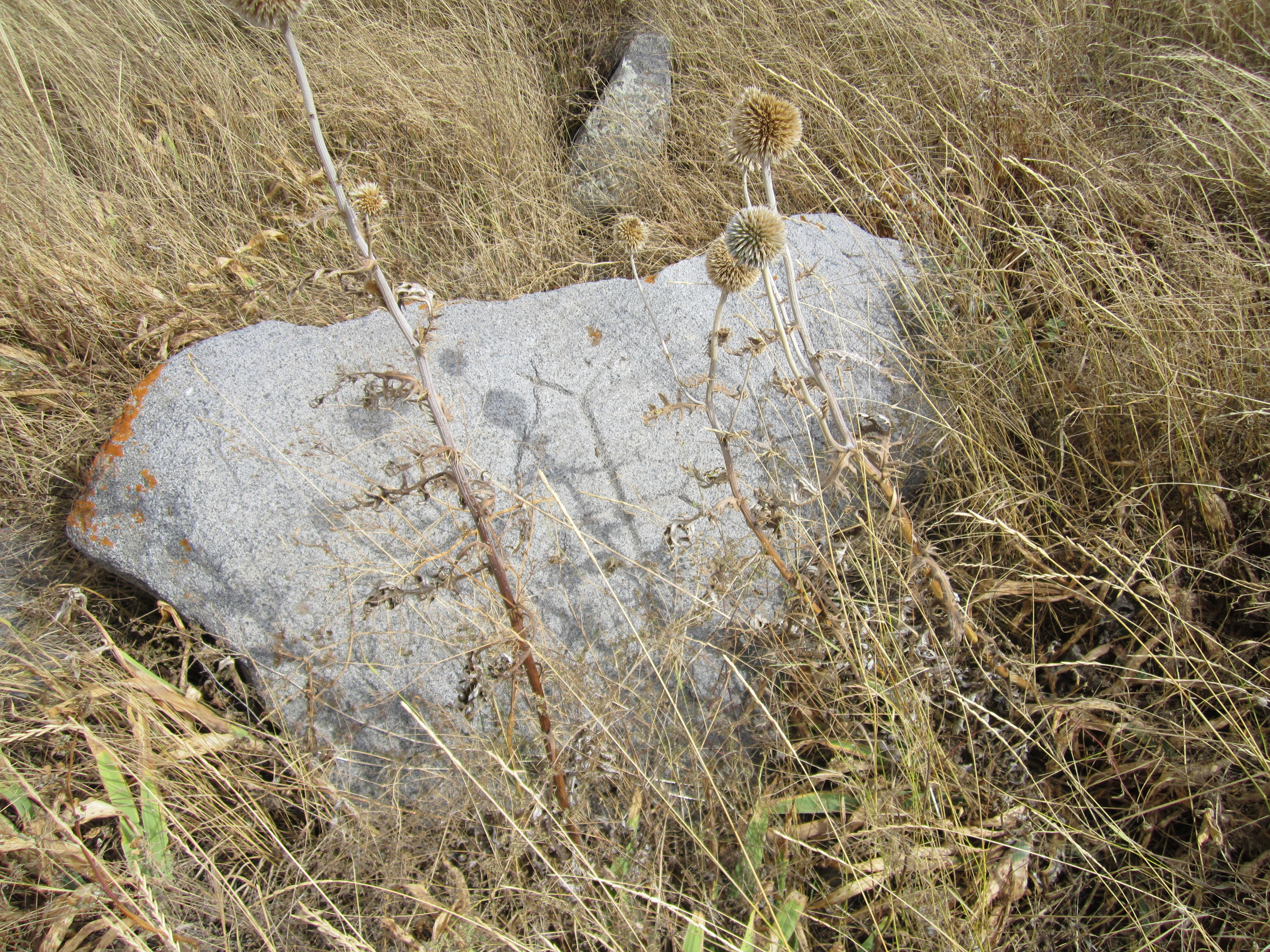
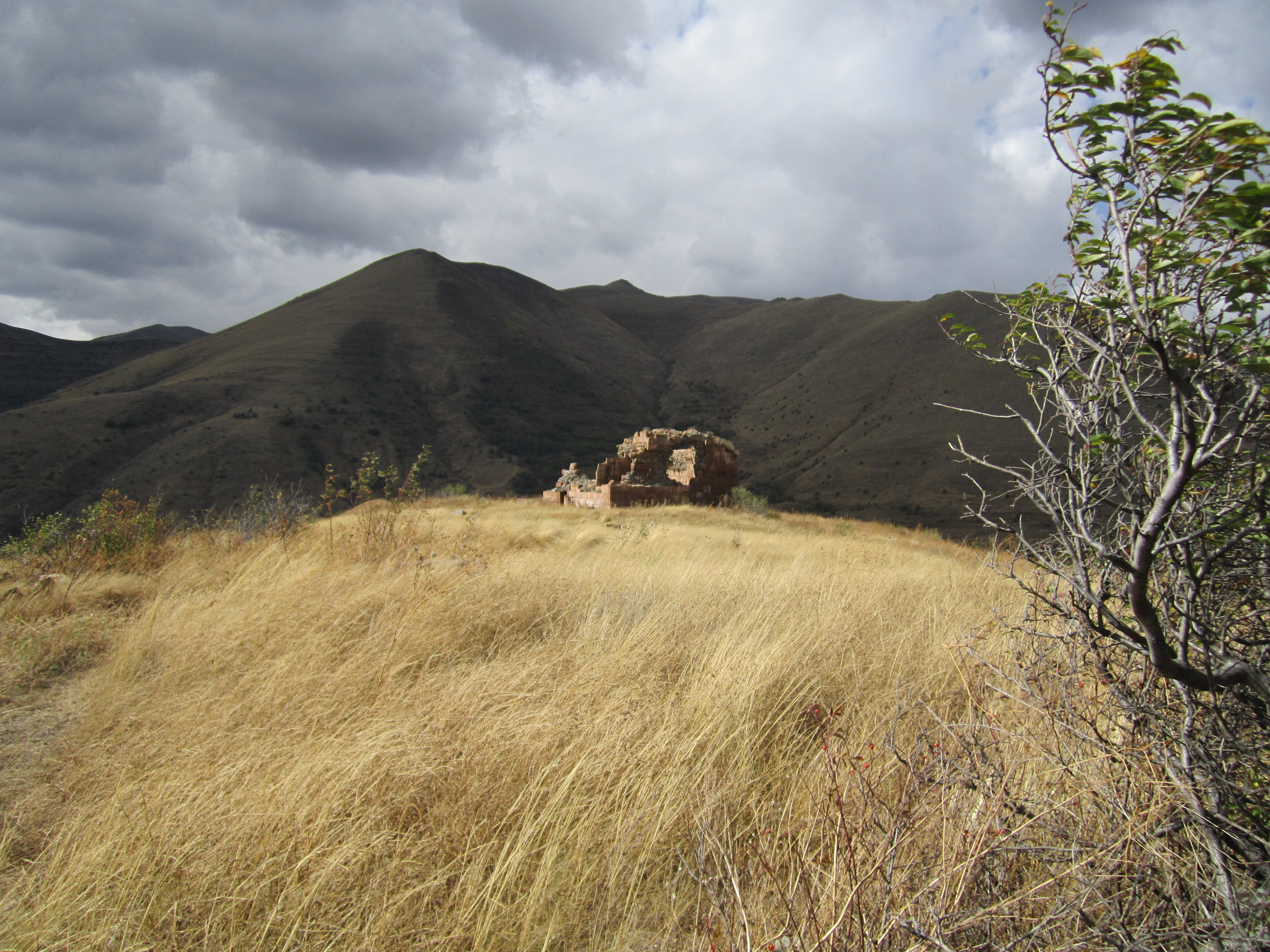
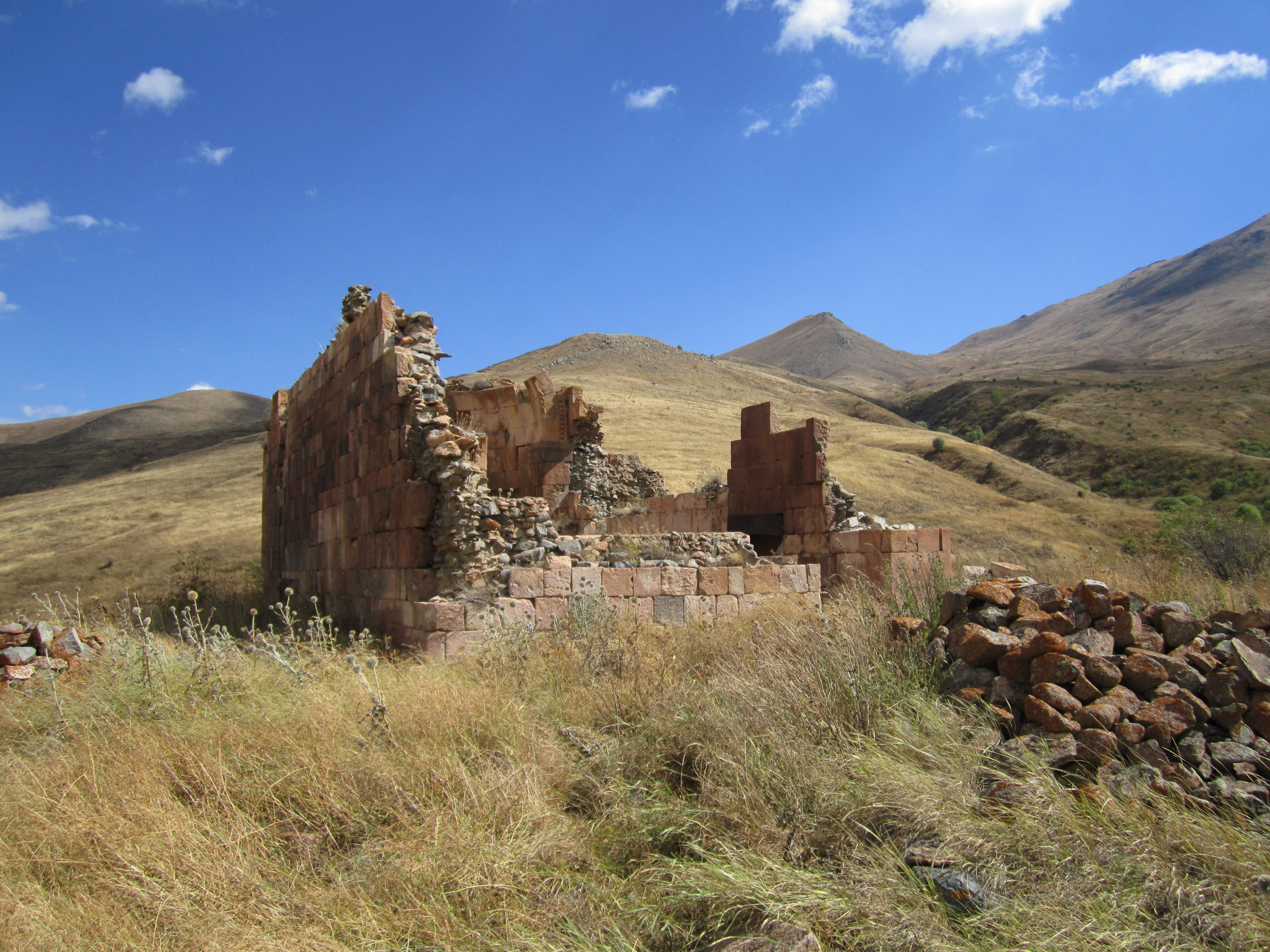
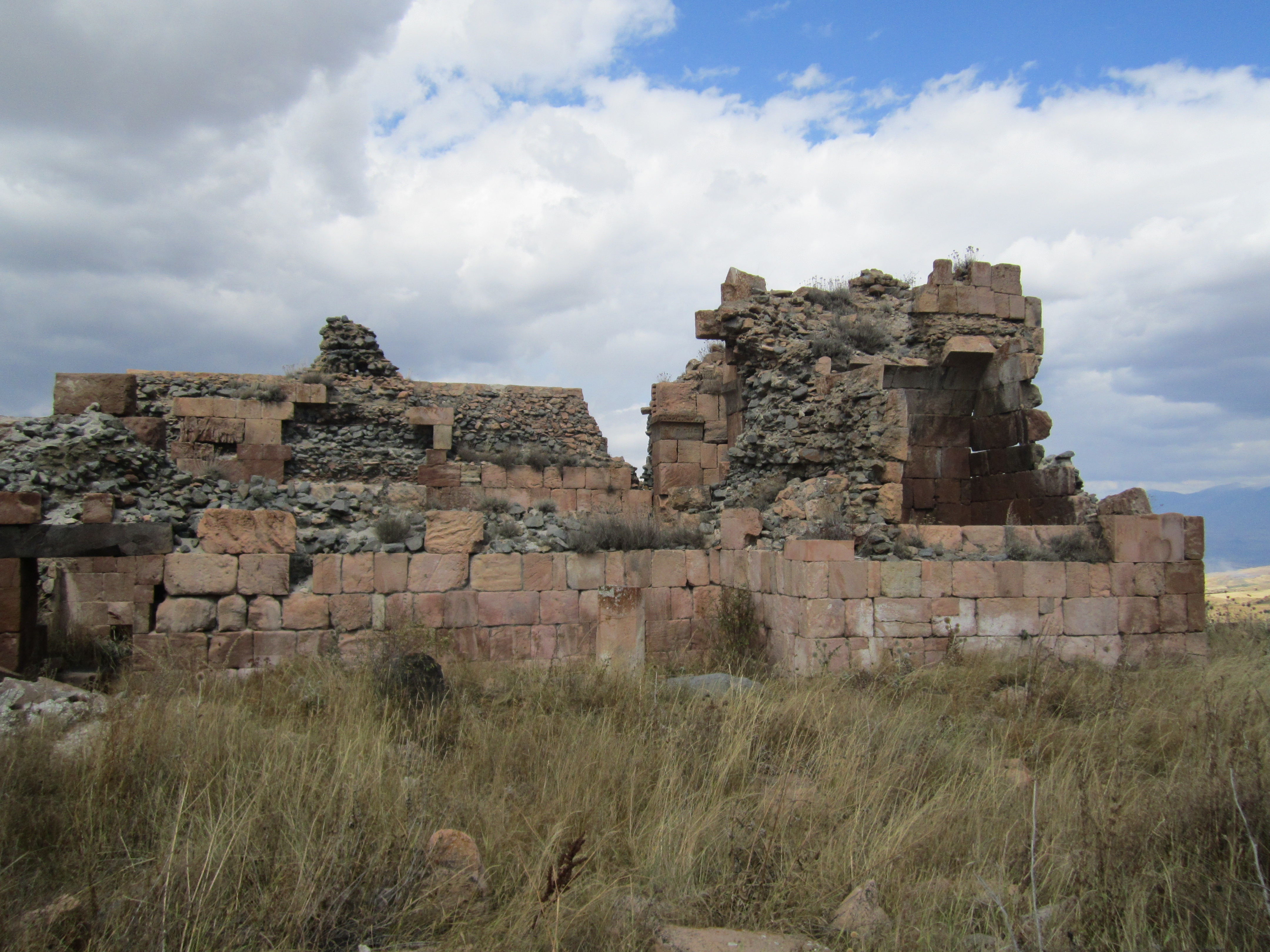
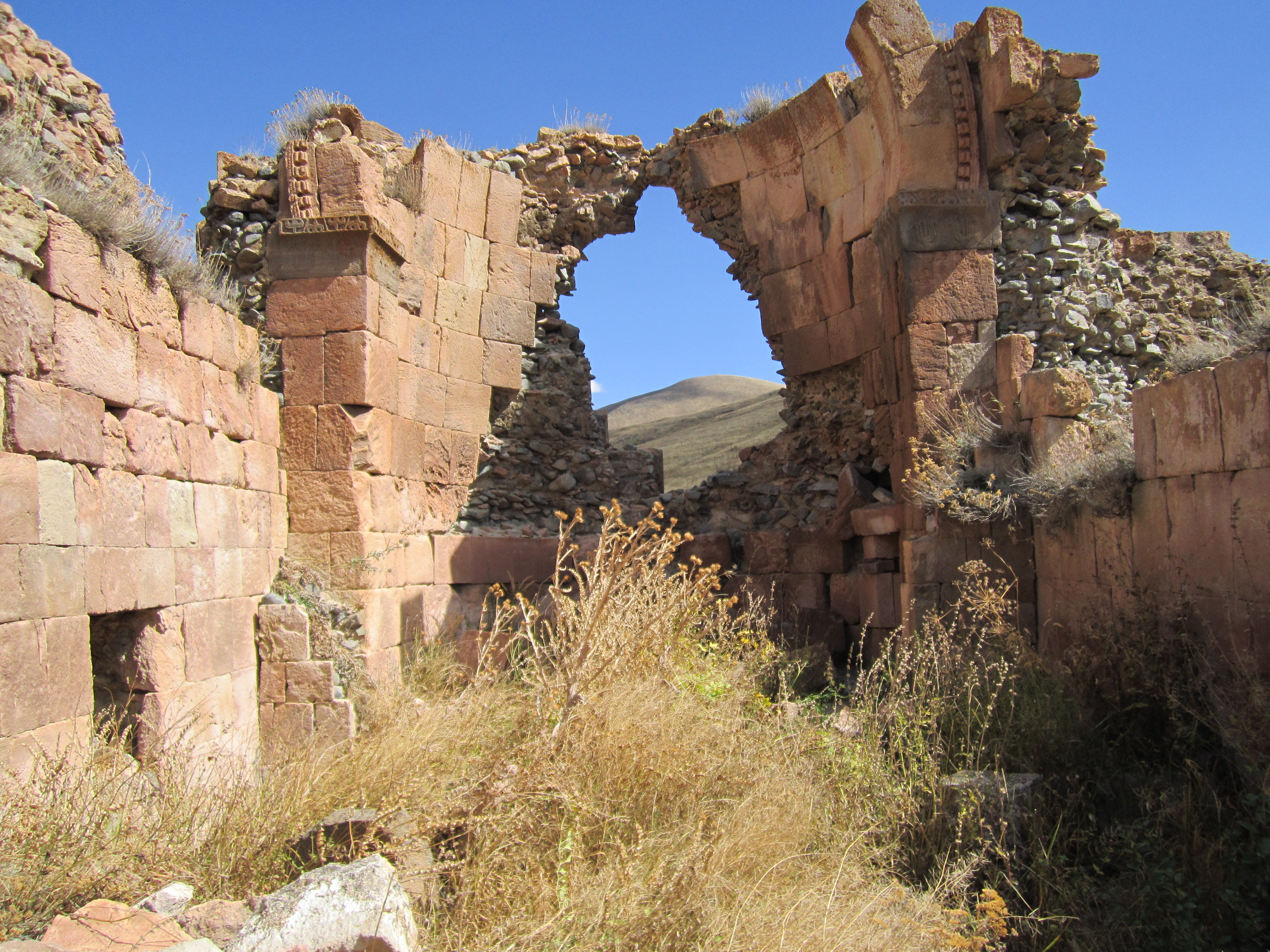
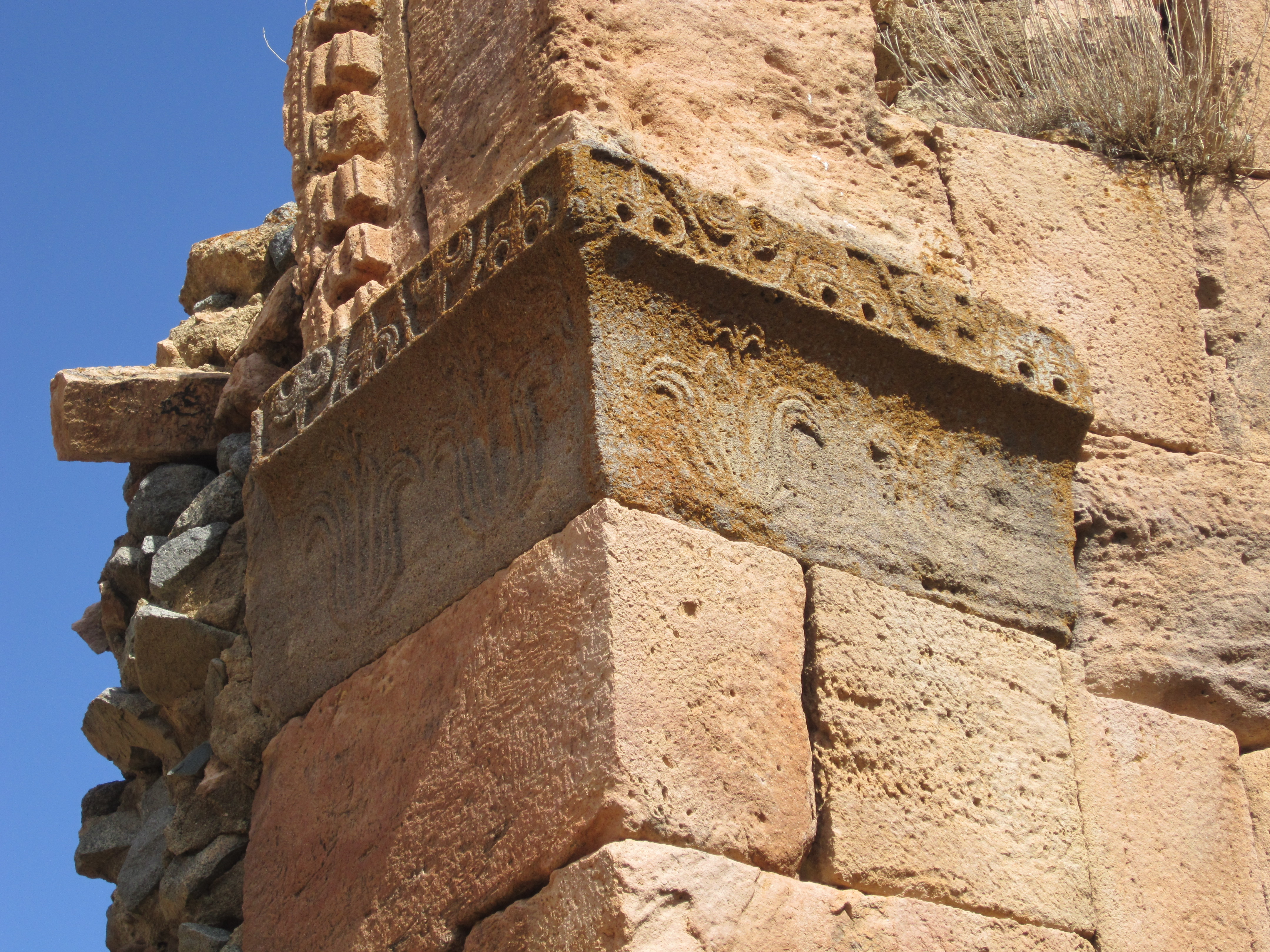
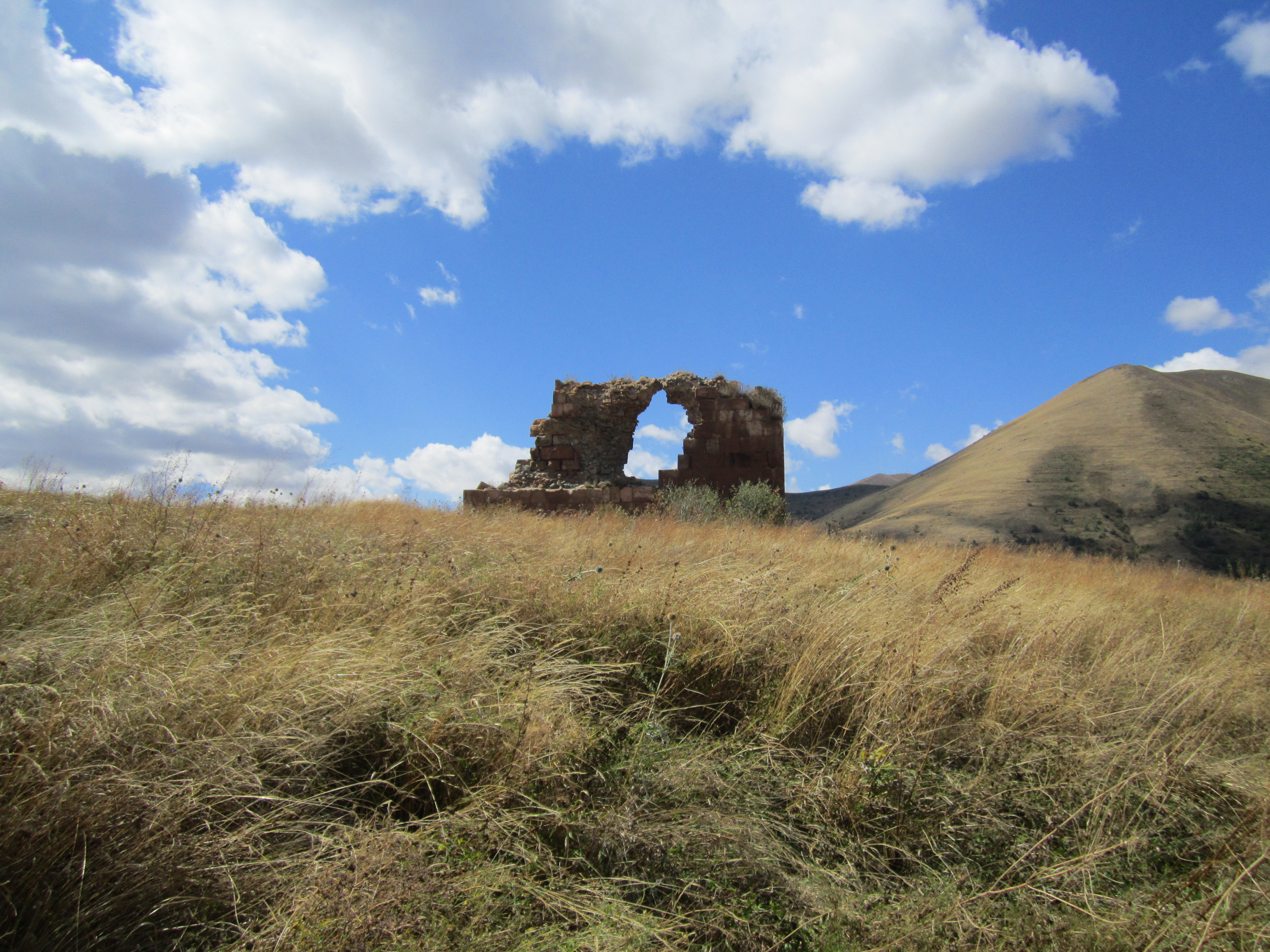

## Démographie
| 2001 | 2008 | 2011 |
| ---- | ---- | ---- |
| 42   | 75   | 74   |